# 15834 Макбрайд
15834 Макбрайд (15834 McBride) — астероїд головного поясу, відкритий 4 лютого 1995 року.
Тіссеранів параметр щодо Юпітера — 3,065.